# David Washington
Pour les articles homonymes, voir Washington.
David Edward Washington (né le 20 novembre 1990 à San Diego, Californie, États-Unis) est un joueur de premier but et de champ extérieur des Orioles de Baltimore de la Ligue majeure de baseball.

## Carrière
David Washington est réclamé au 15e tour de sélection par les Cardinals de Saint-Louis lors du repêchage amateur de 2009. Après 8 saisons de ligues mineures jouées avec des clubs affiliés aux Cardinals, Washington signe en novembre 2016 un contrat avec les Orioles de Baltimore.
Il fait ses débuts dans le baseball majeur avec les Orioles de Baltimore le 14 juin 2017 comme frappeur désigné de l'équipe dans un match face aux White Sox de Chicago.